# Carl Eurenius
Carl Eurenius, född 18 december 1788, möjligen i Grundsunda socken, död 1 september 1852 i Nederkalix socken, var en svensk präst.

## Biografi
Eurenius inskrevs 1807 som student vid Uppsala universitet, där han i juni 1815 disputerade under Eric Michael Fants presidium och därefter promoverades till filosofie magister. I oktober samma år prästvigdes han till pastorsadjunkt i Luleå stadsförsamling och blev 1819 vikarierande komminister där. Eurenius avlade pastoralexamen i april 1826. Efter Luleå kom han till Nederkalix församling, där han skötte pastorssysslorna under prosten Johan Abraham Schmaltz sjukdom; i juni 1829 fick han också formellt titeln vice pastor. I februari 1832 blev Eurenius pastorsadjunkt i Råneå församling men utnämndes i juni samma år till kyrkoherde i Nederkalix församling, där han tillträdde 1 maj 1833. Eurenius blev också kontraktsprost i Västerbottens tredje kontrakt.

### Familj
Eurenius var son till sågverksägaren Jakob Eurenius och Christina Lindström. Han gifte sig med Margareta Johanna Nordmark, som var dotter till prosten Isak Nordmark i Luleå. Makarna hade inga barn men uppfostrade två barn till Eurenius syster som var änka, Jakob Albert Englund, som blev kyrkoherde i Nederluleå och kontraktsprost, och Christina Emilia Englund som gifte sig med underlöjtnanten Carl Gustaf Alexander von Essen på Strömsholms stuteri.